# Sant Joan de Mollet
Sant Joan de Mollet är en kommun i Spanien.   Den ligger i provinsen Província de Girona och regionen Katalonien, i den östra delen av landet, 600 km öster om huvudstaden Madrid. Antalet invånare är 522. Arean är 3,2 kvadratkilometer. Sant Joan de Mollet gränsar till Cervià de Ter, Sant Jordi Desvalls, Flaçà, Sant Martí Vell och Bordils. 
Terrängen i Sant Joan de Mollet är platt.